# 게조촌 (니가타현 미나미칸바라군)
게조촌(下条村)은 니가타현 미나미칸바라군에 있던 촌이다.

## 역사
- 1889년 4월 1일 - 정촌제 시행에 의해 미나미칸바라군 게조촌이 성립하였다.
- 1954년 3월 10일 -  미나미칸바라군 가모정에 편입되어 소멸하였다. 당일 가모정은 시로 승격해 가모시가 되었다.

## 참고문헌
- 『市町村名変遷辞典』東京堂出版、1990年。